# Tibeter

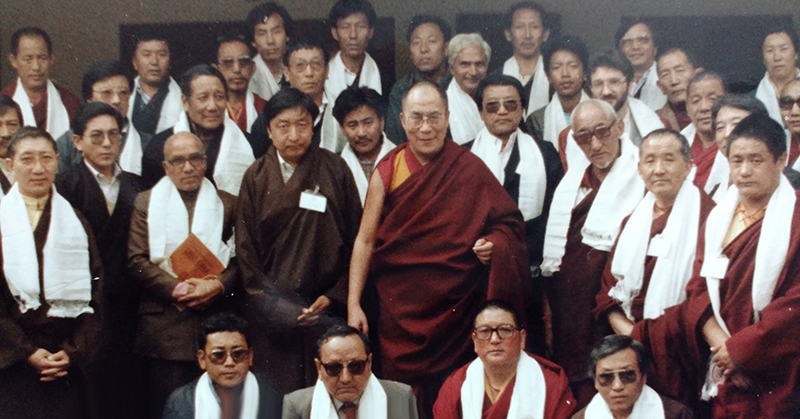
Ethnische Tibeter mit dem Dalai Lama in Indien (1980)

Tibeter (auch veraltet Tibetaner, tibetisch: བོད་མི། Wylie: Böpa, bod pa) sind Angehörige einer Ethnie, die in Asien beheimatet ist. Es gibt laut offiziellen Schätzungen etwa 7 Millionen Tibeter. Ihr Siedlungsgebiet ist das historische Tibet. Der überwiegende Teil lebt in von der Volksrepublik China geschaffenen sogenannten autonomen Verwaltungseinheiten (Zensus 2010: 6.282.187), größtenteils im Autonomen Gebiet Tibet (44,81 Prozent) sowie in kleineren autonomen Einheiten in den angrenzenden Provinzen Sichuan (23,43 Prozent), Qinghai (20,06 Prozent), Gansu (8,18 Prozent) und Yunnan (2,37 Prozent). In Tibet sind 92,77 Prozent der Bevölkerung Tibeter, in Qinghai 22,53 Prozent, in Gansu 1,76 Prozent und in Sichuan 1,54 Prozent. Viele Tibeter leben auch in den benachbarten Gebieten des Himalaya, beispielsweise in Indien, Nepal, Bhutan und Myanmar, zum Teil auch nomadisch.

## Autonome Verwaltungseinheiten der Tibeter in China
- Provinzebene:
  - Autonomes Gebiet Tibet;
- Bezirksebene:

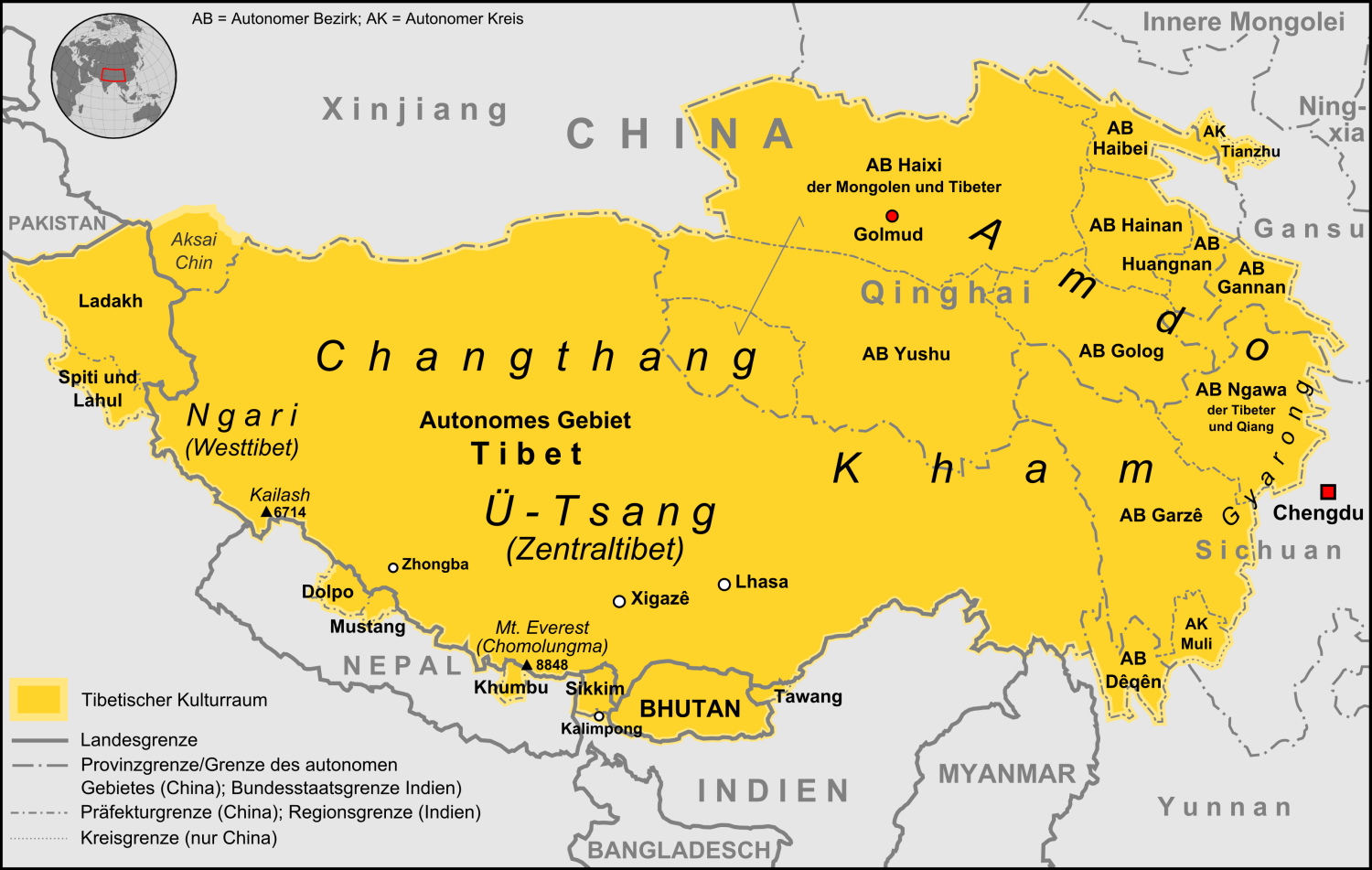
Die autonomen Verwaltungsgliederungen der Tibeter in China

  - Autonomer Bezirk Dêqên der Tibeter in der Provinz Yunnan;
  - Autonomer Bezirk Gannan der Tibeter in der Provinz Gansu;
  - Autonomer Bezirk Garzê der Tibeter in der Provinz Sichuan;
  - Autonomer Bezirk Golog der Tibeter in der Provinz Qinghai;
  - Autonomer Bezirk Haibei der Tibeter in der Provinz Qinghai;
  - Autonomer Bezirk Hainan der Tibeter in der Provinz Qinghai;
  - Autonomer Bezirk Haixi der Mongolen und Tibeter in der Provinz Qinghai;
  - Autonomer Bezirk Huangnan der Tibeter in der Provinz Qinghai;
  - Autonomer Bezirk Ngawa der Tibeter und Qiang in der Provinz Sichuan;
  - Autonomer Bezirk Yushu der Tibeter in der Provinz Qinghai;
- Kreisebene:
  - Autonomer Kreis Muli der Tibeter im Autonomen Bezirk Liangshan der Yi in der Provinz Sichuan;
  - Autonomer Kreis Tianzhu der Tibeter im Verwaltungsgebiet der Stadt Wuwei der Provinz Gansu.

## Politische Situation
Etwa 200 000 Tibeter leben im Exil, hauptsächlich in Nepal, Indien und Bhutan. Durch von China geförderte Einwanderung (Sinisierung) nimmt der Anteil der Han vor allem in urbanen Zentren zu.
Die Religionsfreiheit der überwiegend buddhistischen Tibeter ist an die Bedingung geknüpft, dass keine politischen Handlungen gegen China unternommen werden. Dazu zählt zum Beispiel das Vorzeigen einer Fotografie des Dalai Lama. Auch heute noch flüchten zahlreiche Tibeter vor Repressionen, hauptsächlich nach Indien.

## Sprache und Kultur
Die tibetische Sprache wird der tibetobirmanischen Sprachgruppe zugerechnet, die zu der Sinotibetischen Sprachfamilie gehört. Sie ist zusammen mit Chinesisch Amtssprache im Autonomen Gebiet Tibet.
Die rund 3000 Monba sind eng mit den Tibetern verwandt, werden jedoch offiziell als eigene Nationalität klassifiziert und haben eine eigene Schriftsprache auf Grundlage des tibetischen Alphabets.
Eine Gruppe von rund 150.000 Menschen, die von der chinesischen Regierung offiziell zur tibetischen Nationalität gerechnet wird, sind die Gyarongpa, d. h. „Leute des Gyarong“ (oder rGyarong, Jiarong). Sie leben in Nord-Sichuan und sprechen eine Sprache, die enger mit Qiang als mit Tibetisch verwandt ist. Wie manch andere den Tibetern kulturell nahestehende Volksgruppen am östlichen Rand des Hochlands von Tibet sind sie aus der Sicht der Lhasa-Tibeter ohnehin Tibeter, auch wenn die dortige Bevölkerung durchaus ihre eigene Sichtweise hat.

## Höhenanpassung
Im Hochland lebende Tibeter besitzen häufig eine Genvariante, die dafür sorgt, dass die Hämoglobin-Konzentration im Blut mit zunehmend höher gelegener Wohnlage nicht steigt, sondern stagniert. Gleichzeitig hat ihr Blut einen Stickstoffmonoxidgehalt, der den von Menschen, die auf Meeresspiegelniveau leben um das Zehnfache übersteigt. Das im Körper gebildete Gas sorgt unter anderem dafür, dass sich die Gefäße weiten. So fördert es indirekt die Sauerstoffaufnahme und vermindert Lungenhochdruck in Höhenlagen. Tibeter haben zudem eine erhöhte Atemfrequenz, so dass sie – im Gegensatz zu Angehörigen indigener Völker Südamerikas – nicht an der Höhenkrankheit erkranken.

## Religion
Die historische Religion der Tibeter ist Bön. In der Gegenwart bekennt sich jedoch die Mehrheit der Tibeter zum lamaistischen Buddhismus, der sich teilweise synkretistisch mit dem Bön vermischte.
Vor der Besetzung Tibets durch China im Jahre 1950 und noch danach bis etwa 1959 (Aufstand, Flucht des Dalai Lama) gehörten 10–15 Prozent der tibetischen Bevölkerung Klöstergemeinschaften an.
Die meisten der ursprünglich 6.000 buddhistischen Klöster Tibets wurden während der Kulturrevolution zwischen 1966 und 1976 zerstört, einige wenige inzwischen aber wieder aufgebaut und wiedereröffnet.

## Tibeter außerhalb Tibets

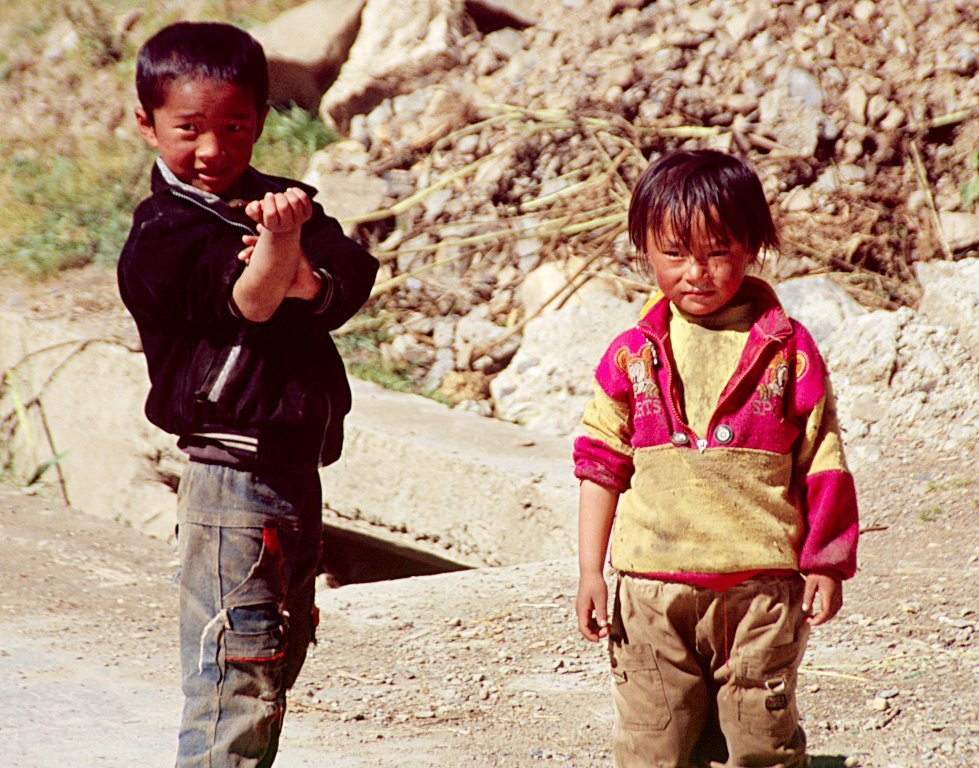
Tibetische Kinder in Sichuan

Viele Tibeter leben als Selbständige, Angestellte oder auch als Schüler in chinesischen Städten in Chinas Osthälfte. Allein in Peking leben rund 2000 Tibeter, wie auch Lanzhou, die Hauptstadt der nordwestchinesischen Provinz Gansu, und Chengdu, die Hauptstadt der chinesischen Provinz Sichuan, einen beträchtlichen tibetischen Bevölkerungsanteil haben. Nichtoffiziellen Schätzungen zufolge liegt die Zahl der Tibeter, die in Chengdu leben, zwischen 10.000 und 100.000. Aufgrund des inzwischen wieder großen Zuspruchs des tibetischen Buddhismus auch unter Han-Chinesen lassen sich auch manche hohe Lamas in ost- und südchinesischen Städten wie Shanghai, Hangzhou oder Shenzhen nieder.
Nach Schätzungen der tibetischen Exilregierung lebten im Jahre 2009 insgesamt ca. 128.000 Tibeter im Exil:
| Tibeter im Exil           | Tibeter im Exil |
| ------------------------- | --------------- |
| Indien                    | 85.000          |
| Nepal                     | 14.000          |
| Kanada und USA            | 7.000           |
| Bhutan                    | 1.600           |
| Schweiz                   | 2.500           |
| Republik China (Taiwan)   | 1.000           |
| restliches Europa         | 640             |
| Australien und Neuseeland | 220             |
| Skandinavien              | 110             |
| Japan                     | 60              |

## Geschichte

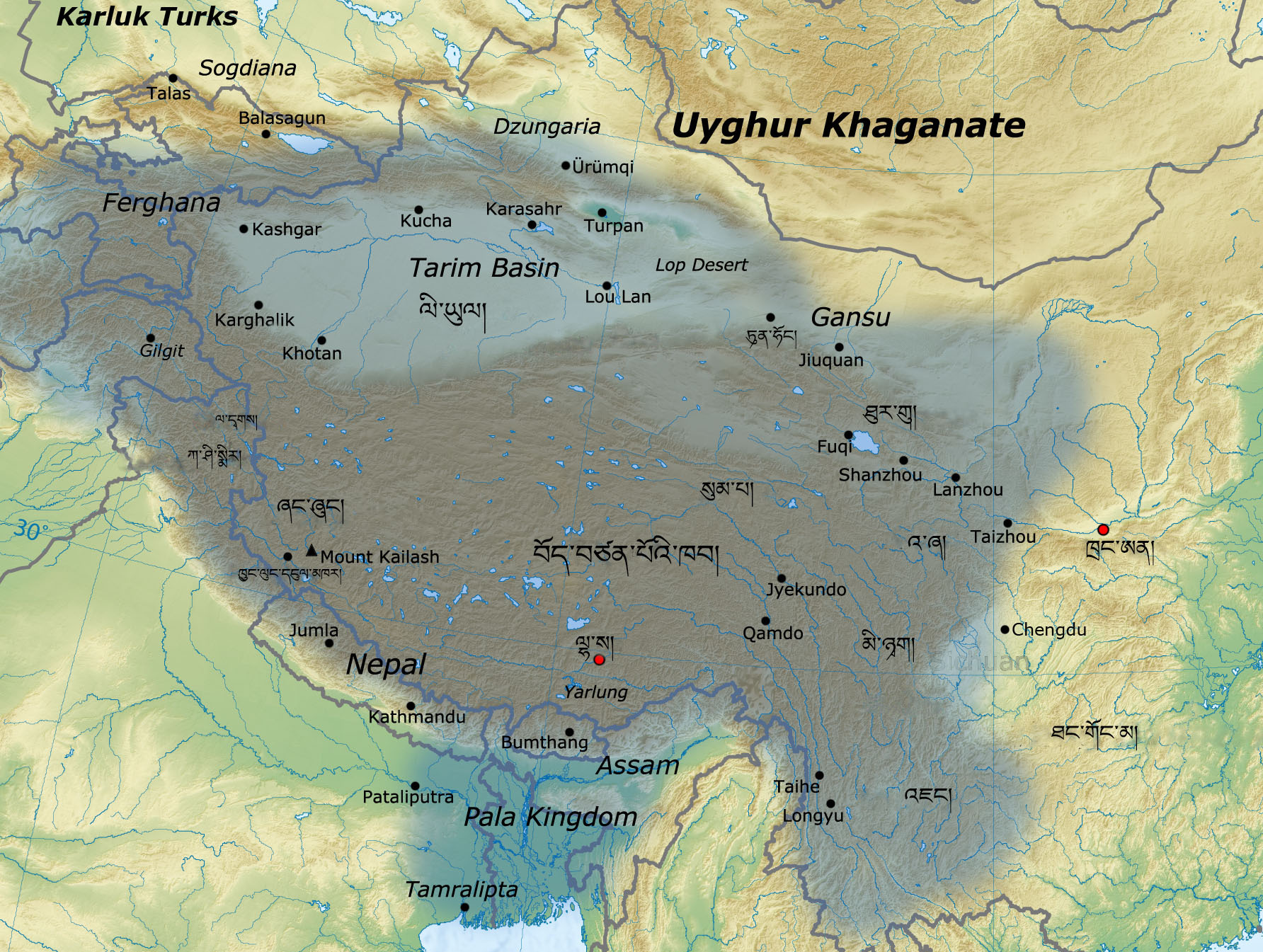
Das tibetische Reich während seiner größten Ausdehnung.

Im 7. Jahrhundert wurde das tibetische Kaiserreich („Yarlung-Dynastie“) unter dem Tsenpo („Kaiser“) Songtsen Gampo gegründet, der sich durch eine geschickte Heiratspolitik Einfluss in z. T. türkischen zentralasiatischen Nachbarreichen sicherte. Dies könnte man als den Beginn der tibetischen Ethnogenese, der Herausbildung des tibetischen Volkes, sehen. Unter Tsenpo Trisong Detsen im 8. Jahrhundert wurde die militärische Vorherrschaft über das ganze Hochland und damit eine Vereinigung verschiedener Völkerschaften unter der Yarlung-Herrschaft durchgesetzt.
1950 marschierten chinesische Truppen in Tibet ein. Die chinesische Staatspropaganda bezeichnete die Invasion und Besetzung Tibets als „Befreiung des tibetischen Volks vom Feudalismus“. 1959 folgte der anti-chinesische Aufstand (Tibetaufstand) in Lhasa für die Unabhängigkeit Tibets. Dieser wurde von der chinesischen Besatzungsarmee blutig niedergeschlagen. In der Folge gingen etwa 80.000 Tibeter mit dem Dalai Lama ins Exil, vor allem nach Indien. China reagierte mit einer Politik der verbrannten Erde. Bis 1966 wurden mindestens 6000 Klöster und Tempel zerstört. Bauern und Nomaden wurden zum Leben in Volkskommunen gezwungen, tausende Tibeter starben in Arbeitslagern und in Folge von Hungersnöten.
In den 1980er Jahren kam es zwar unter Deng Xiaoping zu einer Entspannung, doch zugleich setzte die Ausbeutung der Bodenschätze in der ökologisch sensiblen Hochlandregion ein. Durch die systematische Ansiedlung von Millionen Chinesen nimmt der Anteil der Tibeter in ihrem historischen Siedlungsgebiet kontinuierlich ab.
Die brutale Reaktion der Zentralregierung auf die Autonomieforderungen der Tibeter erklärt sich auch aus der Angst vor einem möglichen Ansteckungseffekt auf andere Minderheiten und einem Zerfall des Staates. Ethnisch-religiöse Konflikte sollen im Keim erstickt werden, bevor sie einen Flächenbrand auslösen. So ist es besonders in der von muslimischen Uiguren bewohnten autonomen Provinz Xinjiang seit 1990 immer wieder zu blutigen Unruhen gekommen.
Zuletzt betonte der Dalai Lama noch, Tibet wolle überhaupt keine Abspaltung von China, sondern nur mehr Autonomie, um die eigene Identität besser wahren zu können. Doch auch dieses Ziel scheint laut dem Dalai Lama mehr denn je in weite Ferne gerückt zu sein.